# Levitated Mass
Levitated Mass (en français : « Masse lévitée ») est une œuvre de l'artiste américain Michael Heizer, réalisée entre 2011 et 2012 sur le campus du musée d'Art du comté de Los Angeles (LACMA). Elle consiste en un rocher de 308 t, fixé au-dessus d'une tranchée dans laquelle les visiteurs peuvent circuler,.

## Description
Levitated Mass consiste en un rocher posé sur une tranchée. Le rocher, un monolithe de granite, pèse 308 t et mesure 6,5 m de large sur 6,5 m de haut. La tranchée, en béton, est longue de 139 m. Elle est entourée par plus de 10 000 m2 de granite compressé.
Le rocher se tient sur deux supports respectivement encastrés en partie haute de chacun des deux murs intérieurs de la tranchée. Celle-ci descend graduellement à partir du niveau du sol jusqu'à une profondeur de 4,5 m en son milieu, là où se trouve le rocher, permettant aux visiteurs de se tenir juste en dessous de ce dernier.
L'œuvre est située sur le campus du musée d'Art du comté de Los Angeles, en Californie, États-Unis, et est ouverte gratuitement au public pendant les heures d'ouverture du musée.
Heizer n'explique ou ne commente que rarement ses œuvres et Levitated Mass n'échappe pas à la règle. Il a cependant décrit cette œuvre récemment comme une forme d'« art statique » et a mis l'accent sur l'importance de la taille du rocher et de la longévité de l'œuvre, indiquant qu'elle pourrait durer 3 500 ans. Le musée a publié un croquis préliminaire de l'œuvre qui contient une note manuscrite indiquant qu'elle « détruit les concepts de la gestalt ».

## Historique

### Conception
Heizer conçoit l'œuvre en 1968 et tente de la réaliser en 1969 avec un premier rocher de 120 tonnes. Cet essai n'est pas concluant, le bras de la grue utilisée se brisant durant son soulèvement. Les dessins initiaux décrivent un rocher directement posé sur les murs de la tranchée, lui donnant l'illusion de flotter quand il est observé depuis l'intérieur de la tranchée. Cette illusion n'est pas reprise dans l'œuvre finale, le rocher étant placé sur des supports. Toutefois, une œuvre de Heizer de 1982, également intitulée Levitated Mass, consiste en un rocher gravé, nettement plus petit, placé sur des supports cachés et préservant ainsi l'illusion d'optique.
En décembre 2006, Heizer découvre un autre rocher, nettement plus grand, dans la carrière de Stone Valley (comté de Riverside, Californie), alors qu'il prépare un projet différent. Avec l'aide de Michael Govan, directeur du LACMA, un financement est garanti pour l'extraction et le transport du rocher, et la construction de l'œuvre sur le campus du musée. Le coût du projet est estimé à 10 millions de $ et entièrement financé par des dons privés,.

### Transport
À l'origine, le rocher doit être déplacé en août 2011. Mais le mois suivant, des ingénieurs alertent les responsables du LACMA sur le fait qu'un pont de la ville de Pomona (Californie) ne va pas pouvoir résister au poids du convoi. Alors que tout était prêt, il faut reprendre toute une partie de l’itinéraire élaboré pendant une année et, de facto, relancer une série de négociations et de demande de permis auprès des nouvelles villes à traverser. Le rocher quitte finalement la carrière le 28 février 2012, vers 22h 40 (heure locale).
Le transport s'effectue sur un véhicule de 90 m de long et comportant 196 roues, construit pour l'occasion par Emmert International. À cause de sa taille, le convoi exceptionnel ne peut circuler que la nuit et à une vitesse maximale d'environ 11 km/h. Bien que la carrière ne soit située qu'à moins de 100 km du LACMA, le véhicule emprunte une route tortueuse de 172 km traversant 22 villes dans 4 comtés afin d'éviter les routes trop encombrées ou ne pouvant pas supporter le poids de l'ensemble. De nombreux arbres sont taillés, des voitures sont déplacées et des feux de signalisations sont temporairement démontés afin de faciliter le passage du transporteur. Le rocher est enveloppé dans des couches de coton égyptien, comportant beaucoup de fils, et est recouvert d'une couche externe de plastique épais avant d'être chargé sur le véhicule.
Le transport dure 11 jours, de nombreuses personnes se rassemblant pour observer le rocher tant en mouvement la nuit qu'à l'arrêt le jour. Le véhicule arrive finalement au LACMA le 10 mars 2012, une foule estimée à 1 000 personnes s'étant assemblée pour l'occasion.

### Installation
La finalisation des travaux de la tranchée et l'installation finale du rocher prennent trois mois supplémentaires. L'œuvre est finalement ouverte au public le 24 juin 2012, lors d'une cérémonie à laquelle participent notamment Michael Govan, le maire de Los Angeles Antonio Villaraigosa, le superviseur du comté Zev Yaroslavsky et Michael Heizer lui-même.

## Réception
Le critique d'art Christopher Knight, du Los Angeles Times, qualifie Levitated Mass de « bonne sculpture, sinon formidable », décrivant la dichotomie du paysage désertique tracé dans la métropole urbaine de Los Angeles et de la permanence de la sculpture dans un paysage urbain comparativement fragile.
Au moment du transport du rocher de la carrière au musée, l'artiste français Régis Perray a déplacé un tombereau miniature contenant 340 g de poussière de la voûte de la cathédrale Notre-Dame de Chartres, une œuvre intitulée 340 Grammes Déplacés... during Levitated Mass by Michael Heizer.  Cette œuvre était une action transatlantique en écho au transport simultané des 340 t de roche de Levitated Mass.
Un hommage/parodie de Mungo Thomson, intitulé Levitating Mass, s'est déroulé à Aspen, Colorado, le 4 juillet 2012[style à revoir], 10 jours après l'ouverture au public de l'œuvre originale. Il consiste en une réplique à la moitié du rocher par un ballon gonflé à l'hélium.
Le réalisateur Doug Pray réalise un film documentaire sur le déplacement du rocher dans le Grand Los Angeles, intitulé également Levitated Mass (ou The Boulder[pas clair] ?).